# Скорочтение
Скорочте́ние — способность быстро читать при использовании особых методов, включающих группировку информации и уменьшение проговаривания. Обычная скорость чтения на русском языке у взрослого человека лежит в пределах 120—180 слов в минуту, по опытным исследованиям средняя скорость равняется 201 слову в минуту (при разбросе значений от 60 до 378) при среднем проценте усвоения 52. Под скорочтением понимают способность чтения в 3—4 раза быстрее средней скорости, максимально примерно до 600 слов в минуту. Большинство программ, обучающих скорочтению, включают книги, видео, семинары и программное обеспечение. Существуют способы скорочтения, позволяющие достичь и более высоких скоростей, более 1000 слов в минуту. Тем не менее, нейробиолог Станислас Деан сообщает, что такая скорость «должна рассматриваться со скептицизмом». 
Считается, что некоторые люди могут овладеть способностью скорочтения без специальной подготовки, освоив способы быстрого чтения интуитивно. Однако научных данных о скорочтении недостаточно, и его ценность может оказаться мнимой.

## История
В основах скорочтения лежат, в частности, исследования французского врача-офтальмолога Эмиля Жаваля. В 1878 году он обнаружил, что глаза совершают короткие движения (скачки) с короткими остановками (фиксации). Во время чтения одной строки глаза останавливаются 3—4 раза, а не на каждом знаке. Исследование показало, что поле зрения человека шире, чем считалось ранее.
В 1894 году в печати появились статьи о преимуществах скорочтения. С распространением массового образования интерес усиливался.
Первый курс скорочтения был организован в Сиракузском университете США в 1925 году.
В 1940-х популярны были аппаратные способы повышения скорости чтения, в частности с помощью тахистоскопа. Скорость чтения существенно увеличивалась, однако результаты были неустойчивыми.
В 1958 году школьная учительница Эвелин Вуд разработала способ «Динамического чтения»,  который она преподавала в Университете штата Юта и опубликовала в 1959 году в Вашингтоне.

## Принципы и навыки скорочтения
Просматривание, поверхностное чтение — это процесс чтения, включающий зрительный осмотр предложений на предмет подсказок к основной мысли текста, позволяющий быстро находить ключевые слова и тезисы в тексте. Применительно к эссе, данный процесс может означать чтение начала и конца для обобщения информации, дополнительно включая чтение первого предложения каждого абзаца для быстрого определения следует ли вникать в детали, если того требует общая цель чтения материала. Некоторые люди естественно владеют этой техникой, но обычно для этого требуется подготовка. Взрослые обычно чаще просматривают идеи, чем дети. Скорость чтения при таком подходе заметно выше (700 слов в минуту и выше), чем  средняя, что ведёт к уменьшению понимания, особенно богатого информацией материала.
Подавление субвокализации — внутреннего проговаривания читаемого текста; выработка навыка распознавания слов прямо по их визуальному типографическому образу, минуя внутреннее звуковое распознавание. Для подавления субвокализации обычно применяются методики, направленные на отвлечение внимания во время чтения.
Сканирование — это процесс активного поиска информации с использованием блок-схем, диаграмм связей (организации информации в виде зримой иерархии, которая показывает взаимосвязь информации для упрощения её изучения), образованный от «просматривания». Сканируют как основную мысль, так и заголовки и важную информацию. Указанные выше навыки являются самыми сложными в освоении, поскольку затрагивают сразу многие познавательные процессы.
Наведение — использование пальца или иного указателя, например ручки, для ускорения перемещения глаз по длинным участкам текста. Метод включает в себя рисование невидимых фигур на странице с текстом, чтобы расширить поле зрения для ускорения чтения. Например, обучающимся по программе по скорочтению могут предложить использовать палец или ручку для создания таких фигур на странице,  сообщая, что это ускоряет их зрительную кору, что в свою очередь расширяет их поле зрения вплоть до целой строки, что в свою очередь позволяет получать информацию подсознательно для дальнейшей обработки.  Сообщается также, что это позволяет уменьшить мысленное проговаривание, что ускоряет чтение. Так как поощряется взгляд на текст целиком, это может привести к уменьшению понимания и запоминания, а также к пропускам важной информации.  Для эффективности следует заострять внимание на каждом слове, задерживая глаза без движения назад хотя бы на короткое время, то есть уменьшая регрессии.
Расширение поля зрительного восприятия. Существуют специальные упражнения (например, с таблицами Шульте), направленные на улучшение периферического зрительного восприятия. Благодаря этому навыку за одну остановку взгляда тренированный читатель может охватить большее количество слов, вплоть до целой строки. Чем меньше переводов взгляда по строке делает читатель, тем выше скорость чтения и меньше утомляемость. При тренировке быстроты чтения необходимо учиться воспринимать строку текста за всё меньшее и меньшее количество переводов взгляда. Вначале удобно учиться этому на газетах с узкими колонками текста.
Устранение «регрессий» — возвратных движений глаз при чтении, перечитывания предложений и абзацев. Данный навык тесно связан с развитием памяти.
Концентрация внимания — удержание внимания на чтении. Для усиления концентрации чтение сопровождается подавлением внутреннего диалога и снижением реагирования на внешние раздражители.
Скорочтение — навык, оттачиваемый практикой. Чтение текста приводит к пониманию материала. Практика скорочтения достигается путем чтения в несколько этапов: предварительного просмотра, обзора, чтения, повторения; а также путём упражнений в чтении и воспоминании краткого содержания прочитанного при помощи написания резюме или мысленного плана. Другой важный метод для лучшего понимания — SQ3R. Описанная практика позволяет сохранить большинство мыслей, поднятых в тексте. Лучшее понимание материала также достигается хорошим знанием общей темы. 

## Типы чтения
Выделяют три типа чтения:
1. Мысленное проговаривание: внутреннее озвучивание каждого слова, как чтение самому себе. Самая медленная форма.
2. Звуковое чтение: прослушивание для восприятия слов. Более быстрый процесс.
3. Зрительное чтение: понимание значения записанного слова вместо его звука или проговаривания. Самый быстрый процесс.

Количество читаемых слов в минуту при аудио-чтении в среднем в 1,8 раз больше, чем при чтении с проговариванием, а визуальное чтение в 2,8 раз быстрее предыдущего. Без ущерба для понимания опытные читатели могут читать со скоростью 280—350 слов в минуту.